# Pycreus pumilus
Pycreus pumilus är en halvgräsart som först beskrevs av Carl von Linné, och fick sitt nu gällande namn av Christian Gottfried Daniel Nees von Esenbeck. Pycreus pumilus ingår i släktet Pycreus och familjen halvgräs. Inga underarter finns listade i Catalogue of Life.